# DirectMusic
DirectMusic es un componente de la API de Microsoft DirectX que permite componer y reproducir música y efectos de sonido y provee un control flexible e interactivo durante la reproducción. En esencia, DirectMusic es un componente de alto nivel construido por encima de DirectSound que proporciona la facilidad de una interfaz de alto nivel sin la necesidad de utilizar una de bajo nivel como DirectSound. DirectSound se utiliza para capturar y reproducir fragmentos de sonido mientras que DirectMusic trabaja con datos musicales. La música puede ser sintetizada por hardware con el Microsoft Software Synthesizer o en un sintetizador común. Actualmente se encuentra obsoleto.

## Historia
DirectMusic fue lanzado originalmente como un control ActiveX llamado Interactive Music Architecture (IMA). Fue introducido como parte de la versión 6.1 de la biblioteca de DirectX en febrero de 1999 e incluido en todos los sistemas operativos Microsoft Windows a partir de la segunda edición de Windows 98. Desde entonces ha quedado obsoleto y ya no está disponible para aplicaciones de 64 bits de Windows Vista.

## Descripción
DirectMusic es un completo sistema para implementar sonido de forma dinámica con aceleración por hardware y tecnologías de Microsoft como DirectX Media Objects. También permite crear efectos de sonido 3D. La música puede ser generada antes de la reproducción y reproducida sin variaciones o puede responder de forma flexible a los eventos del programa. Usando DirectMusic es posible:
- Cargar y reproducir sonidos desde archivos MIDI, WAV o el formato de DirectMusic. El reducido tamaño del formato de DirectMusic lo hace ideal para las aplicaciones Web.
- Sincronizar la reproducción de sonido con gran precisión. La música y los efectos de sonido creados con DirectMusic son muy flexibles y pueden ser cambiados en un momento específico o respondiendo a un evento del usuario.
- Reproducir desde distintos recursos al mismo tiempo. Cada uno puede contar con su propio tiempo y conjunto de instrumentos.
- Usar Downloadable Sounds (DLS), un estándar abierto de la Asociación de Fabricantes MIDI que permite a los desarrolladores enviar la salida de audio hacia dispositivos no equipados con sintetizadores de ondas. Los Downloadable Sounds pueden ser ampliados para incluir instrumentos nuevos o personalizados.
- Asegurar que el sonido se reproduzca de la misma forma en todas las placas de sonido, aún en aquellas que no incluyen un sintetizador de tabla de ondas. Una aplicación incluso puede reproducir una cantidad ilimitada de instrumentos y siempre se producirá el mismo sonido en cada nota.
- Aplicar fácilmente cambios de tono, reverberación y otros efectos de sonido.
- Usar más de 16 canales MIDI. DirectMusic hace posible reproducir un número ilimitado de canales al mismo tiempo, dentro de los límites del sintetizador.
- Reproducir segmentos de audio a través de diferentes rutas de modo que los efectos de espacialización se puedan aplicar individualmente a cada sonido.
- Capturar datos MIDI.
- DirectMusic Producer puede ser usado para crear archivos de sonido que cuenten con todas las características interactivas de DirectMusic.

En Windows Vista DirectMusic utiliza solo síntesis por software. Además se ha eliminado el modo de sintetizador de núcleo de DirectMusic que suministraba componentes con un temporizador de alta definición.